# انجمن زنان نروژ
انجمن زنان نروژ (نروژی: Norsk kvinnesaksforening) که با حروف اختصاری (NKF) نیز شناخته می‌شود یک تشکیلات فراسیاسی نروژی با آرمان حمایت از زنان و رفع تبعیض جنسیتی است. 
این انجمن در سال ۱۸۸۴م، تأسیس شده و قدیمی‌ترین تشکیلات حمایت از حقوق زنان در نروژ است. ستاد مرکزی انجمن زنان نروژ در اسلو واقع شده‌است و همچنین دارای شعبه‌هایی در برگن و درامن است.
عملکرد اصلی انجمن ار طریق بحث و تبادل نظر با هدف ایجاد تغییر در قوانین تضعیف کننده حقوق زنان و بهبود قوانین در خدمت اقشار ضعیف جامعه است.
 انجمن زنان نروژ شاخه نروژی اتحاد بین‌المللی زنان است و طیف گسترده‌ای از گرایشهای مختلف سیاسی را پوشش می‌دهد. عضویت در این انجمن هیچ نوع محدودیت جنسیتی ندارد. این انجمن توسط یک هیئت مرکزی و چند گروه محلی اداره می‌شود.

## پیشینه

### پایه‌گذاری و سازماندهی
یک سال پس از شروع فعالیت انجمن اسکول نورن‌ها که از اولین زنان نروژی با تحصیلات دانشگاهی تشکیل شده بود و در مسیر دریافت حق تحصیلات عالی برای زنان مبارزه می‌کرد، رشته‌های ارتباطی این انجمن با تشکیلات قدیمیترین حزب سیاسی نروژ (ونستره) تقویت شد. در تاریخ ۲۸ ژوئن سال ۱۸۸۴م، به همت خانم معلم گینا کروگ و آقای هاگبارت برنر که ناشری برجسته و از سیاستمداران حزب ونستره بود، انجمن زنان نروژ در اسلو تأسیس شد و انجمن اسکول نورن‌ها را در خود ادغام نمود. ظهور انجمن زنان نروژ در همه روزنامه‌های بزرگ وقت نروژ در تاریخ ۱۲ نوامبر همان سال به آگهی درآمد.
مسئولیت تنظیم برنامه و تعریف هدف با آقای هاگبارت برنر بود. وی که طی اولین سال فعالیت انجمن زنان نروژ رهبری انجمن را نیز بر عهده داشت، با نگارشی روشن برنامه انجمن را تدوین کرد و بهبود وضعیت مدارس دخترانه و دفاع از حریم خانواده را به عنوان اهداف انجمن تعریف نمود.
در آن دوران پافشاری بر برابری جنسیتی تندروی محسوب می‌شد و هنوز زمینه مردمی نداشت. به همین دلیل خانم کینا کروگ که خواستار آزادی حق رای برای زنان بود، در سال ۱۸۸۵م، تشکیلات جداگانه ای تحت عنوان انجمن حق رای برای زنان ایجاد کرد و تا سال ۱۸۸۷م، رهبر آن انجمن بود. انجمن زنان نروژ با وجود چندین عضو مشترک و ارتباط نزدیک با انجمن حق رای برای زنان تا سال ۱۹۰۵م، و استقلال نروژ از سوئد هرگز در مبارزات احقاق رای
برای زنان شرکت رسمی و مستقیم نداشت.
ستاد مرکزی انجمن زنان نروژ در کریستیانیا قرار داشت اما همچنان شعبه‌هایی از انجمن در برگن و تروندهایم نیز فعال بودند. البته شعبه‌های محلی همیشه مطیع ستاد مرکزی نبودند و بعدها از سال ۱۸۸۸م، خود را انجمن‌های مستقلی تعریف کردند. روند تشکیل انجمن‌های مستقل محلی همچنان تا سال ۱۹۴۷م، ادامه یافت تا در آن سال یک توافق سراسری حاصل شد و انجمن زنان نروژ به یک نهاد متمرکز ملی تبدیل شد.

### سالهای پس از جنگ
پس از پایان جنگ جهانی دوم در نروژ نیز مانند بسیاری از کشورهای دیگر اروپا و جهان، مشارکت بیشتر زنان در عرصه‌های اجتماعی که از قبل و حین جنگ شروع شده بود، شدت یافت. در سال ۱۹۴۶م، انجمن زنان نروژ با ۷ انجمن محلی دفاع از حقوق زنان به توافق رسید و به یک انجمن متمرکز سراسری تبدیل شد که بیش از ۱۰۰۰ عضو را پوشش می‌داد. این انجمن سراسری خود به عضویت شورای ملی زنان نروژ درآمد. اما زمانی که با پیشنهاد آزادی خود خواسته سقط جنین توسط شورای ملی زنان نروژ مخالفت شد، ستاد مرکزی انجمن زنان نروژ تصمیم گرفت از شورای ملی زنان نروژ خارج شود ولی این تصمیم با مخالفت شعبه‌های محلی روبرو شد. به این ترتیب عضویت بحث‌انگیز انجمن تا سال ۱۹۷۲م، در شورای زنان نروژ ادامه یافت.

راهبرد اصلی انجمن زنان نروژ در دفاع از حقوق زنان، بر اشتغال هر چه بیشتر زنان در خارج از محیط خانه استوار بود. اما چنین راهبردی در سالهای اول پس از جنگ در نروژ مقبولیت مردمی نداشت و تا دهه ۱۹۶۰م، همچنان آرزوی حفظ و تقویت حریم خانواده در میان توده‌های عادی مردم غالب بود.  حزب حاکم آن دوره نیز در پیروی از فرهنگ غالب مردمی، مرد را نان آور خانواده قلمداد می‌کرد. با این حال راهبرد اشتغال زنان در خارج از خانه از طریق سازمانهای بین‌المللی و تا حدودی حزب لیبرال حمایت می‌شد.
اگر چه در نهایت هدف همه سازمانهای دفاع از حقوق زنان، کسب قدرت سیاسی بود، اما در عمل موفقیت چندانی در مشارکت قدرت سیاسی به دست نیاوردند. در سال ۱۹۶۵م، نسبت زنان در مجلس ملی نروژ تنها ۸ در صد بود. این نسبت در شوراهای شهرداری نیز بیشتر نبود. تا سال ۱۹۷۱م، بیشتر از ۲ زن در هیئت دولت عضویت نداشتند. در عمل اگر چه در بین اعضای انجمن زنانی با تخصص بالا حضور داشتند اما در چنین شرایطی انجمن زنان نروژ فعالیت خود را بیشتر بر جذب حمایت افکار عمومی متمرکز کرد.
از سوی دیگر نیروهای متخصص انجمن به تلاش خود در راه تنظیم قوانین منصفانه ادامه دادند. از جمله طرحی را برای پرداخت مشترک مالیات ارائه دادند که در آن زن و شوهر حقوق و وظایف برابری را عهده‌دار می‌شدند. در عمل قوانین حاکم به گونه ای بود که زنان شاغل متأهل متضرر می‌شدند و حزب حاکم نیز ظاهراً به منظور حمایت از خانواده، خواستار حفظ قوانین پیشین بود و خانه‌داری را تشویق می‌کرد. 
از اواخر دهه ۱۹۵۰م، به تدریج دیدگاه انجمن زنان نروژ مقبولیت بیشتری یافت و در سال ۱۹۵۹م، قانونی تصویب شد که طبق آن اگر زن و شوهری در دو مؤسسه جداگانه کار می‌کردند، می‌توانستند حساب مالیاتی خود را نیز به‌طور جداگانه تسویه نمایند. ده سال بعد قوانین پرداخت مالیات به گونه ای تنظیم شد که در آن زن و شوهر در اکثر موارد وضعیتی مشابه پیدا کردند.